# Чемпіонат Болгарії з футболу 1945
Республіканський чемпіонат Болгарії 1945 — 21-й сезон найвищого рівня футбольних змагань Болгарії. Титул чемпіона вдруге здобув Локомотив (Софія).

## Перший раунд
| Команда 1              | Рахунок  | Команда 2                 |
| ---------------------- | -------- | ------------------------- |
| Ботев (Бяла Слатина)   | 2:3 дч   | ЖСК-Ботев (Плевен)        |
| Орловец (Габрово)      | 1:0      | Хаджи Славчев (Павликени) |
| Борислав (Борисовград) | 3:3; 1:0 | ЖСК (Стара Загора)        |
| Ботев (Михайловград)   | 0:1      | Бенковські (Видин)        |
| Ботев (Ґорна Джумая)   | 3:1      | Локомотив (Перник)        |
| Доростол (Сілістра)    | 0:2      | Ангел Кинчев (Русе)       |
| Ніколай Лисков (Ямбол) | 2:1      | Славія (Бургас)           |
| Левські (Софія)        | 4:0      | ЖСК-Левські (Пловдив)     |

## 1/8 фіналу
| Команда 1              | Рахунок | Команда 2         |
| ---------------------- | ------- | ----------------- |
| Бенковські (Видин)     | 1:2     | Спортист (Софія)  |
| Ангел Кинчев (Русе)    | 1:2     | Спартак (Варна)   |
| Стамо Костов (Попово)  | 1:2     | ТВ 45 (Варна)     |
| ЖСК-Ботев (Плевен)     | 1:4     | Локомотив (Софія) |
| Орловец (Габрово)      | 2:0     | Вихар (Добрич)    |
| Ніколай Лисков (Ямбол) | 0:3     | Ботев (Пловдив)   |
| Борислав (Борисовград) | 1:3     | СП 45 (Пловдив)   |
| Ботев (Ґорна Джумая)   | 1:2     | Левські (Софія)   |

## 1/4 фіналу
| Команда 1        | Рахунок      | Команда 2         |
| ---------------- | ------------ | ----------------- |
| Ботев (Пловдив)  | 0:2          | Локомотив (Софія) |
| СП 45 (Пловдив)  | 2:2 пен. 4:1 | ТВ 45 (Варна)     |
| Спартак (Варна)  | 3:0          | Орловец (Габрово) |
| Спортист (Софія) | 2:1          | Левські (Софія)   |

## 1/2 фіналу
| Команда 1        | Рахунок     | Команда 2         |
| ---------------- | ----------- | ----------------- |
| СП 45 (Пловдив)  | 0:0; 0:1 дч | Локомотив (Софія) |
| Спортист (Софія) | 3:2         | Спартак (Варна)   |

## Фінал
| Команда 1                | Заг. | Команда 2        | 1-й матч | 2-й матч |
| ------------------------ | ---- | ---------------- | -------- | -------- |
| 30 вересня/7 жовтня 1945 |      |                  |          |          |
| Локомотив (Софія)        | 4:2  | Спортист (Софія) | 3:1      | 1:1      |